# Andrew Ross (judoka)
Andrew Ross (14 de octubre de 1980) es un deportista neozelandés que compitió en judo. Ganó una medalla de plata en el Campeonato de Oceanía de Judo de 2002 en la categoría de –66 kg.

## Palmarés internacional
| Campeonato de Oceanía | Campeonato de Oceanía      | Campeonato de Oceanía | Campeonato de Oceanía |
| Año                   | Lugar                      | Medalla               | Categoría             |
| --------------------- | -------------------------- | --------------------- | --------------------- |
| 2002                  | Wellington (Nueva Zelanda) | Medalla de plata      | –66 kg                |